# Franz Crass
Franz Crass (* 9. März 1928 in Wipperfürth, Rheinprovinz; † 23. Juni 2012 in Rüsselsheim, Hessen) war ein deutscher Opernsänger (Bass).

## Leben
Crass’ Elternhaus steht in Krommenohl, früher Gemeinde Klüppelberg, heute Gemeinde Marienheide. Er verbrachte dort einige Jahre seiner Kindheit. In den 1930er Jahren zog seine Familie nach Liegnitz in Schlesien um. Im Alter von elf Jahren bekam er dort bereits sein erstes Engagement als 2. Knabe in der Oper Die Zauberflöte.  Wenige Wochen vor Ende des Zweiten Weltkrieges geriet er in amerikanische Kriegsgefangenschaft und konnte nicht mehr zum Volkssturm herangezogen werden. Im Jahr 1945 kehrte er wieder nach Krommenohl zurück.
Crass studierte Gesang, zunächst in Köln bei Margarethe Flecken. Er war Schüler von Gerda Heuer in Wiesbaden und an der Musikhochschule Köln von Clemens Glettenberg. Er debütierte 1954 am Stadttheater Krefeld als König in der Oper Aida. 1956–1962 sang er am Opernhaus Hannover, 1962–1964 an der Oper Köln. Ab 1964 gab er nur noch Gastspiele.
Er sang zwischen 1963 und 1974 regelmäßig an der Wiener Staatsoper; dort trat er unter anderem als Sarastro in Die Zauberflöte, Komtur in Don Giovanni, Eremit in Der Freischütz und Rocco in Fidelio auf; außerdem übernahm er dort zahlreiche Wagner-Partien (Landgraf in Tannhäuser, König Marke in Tristan und Isolde, Fasolt in Das Rheingold, Gurnemanz in Parsifal). Er sang wiederholt an der Mailänder Scala: 1960 als Komtur sowie als Don Fernando in Fidelio; 1963 als Fasolt; 1965 als Telramund in Lohengrin; 1972 als Orest in Elektra.
Weitere Gastspiele gab er an der Covent Garden Opera in London (1966 mit dem Ensemble der Hamburgischen Staatsoper als Barak in Die Frau ohne Schatten), am Teatro Colón in Buenos Aires (1964 als König Heinrich in Lohengrin; 1966 als Rocco; 1968 und 1971 als König Marke sowie als Veit Pogner in Die Meistersinger von Nürnberg; 1969 als Amfortas in Parsifal), am Grand Théâtre de Genève (1965 in der Titelpartie der Oper Der Fliegende Holländer; 1973 als Landgraf; 1979 als Don Fernando), an der Staatsoper Berlin (1965 als Sarastro, König Heinrich und Rocco), am Opernhaus von Nancy (1972 als König Marke), an der Lyric Opera in Chicago (1975 als Rocco) und von 1954 bis 1973 bei den Bayreuther Festspielen.
Als Liedinterpret trat Crass gemeinsam mit dem Pianisten Sebastian Peschko auf.
1981 zwangen ihn Gehörschäden, seine Karriere zu beenden. Er nahm 1981 an der Oper Frankfurt Abschied von der Bühne, als Eremit in der Oper Der Freischütz. Seit Ende der 1970er Jahre hatten sich bei Crass Anzeichen einer zunehmenden Ertaubung bemerkbar gemacht. Danach widmete er sich dem Gesangsunterricht. Zu seinen Schülern zählt der Bassist Lars Woldt.
Franz Crass übernahm neben den klassischen Partien des Bassfachs auch einige ausgewählte Heldenbaritonpartien.
Crass war Träger des Bayerischen Verdienstordens.
Seinen Lebensabend verbrachte Crass in Hochheim am Main in Hessen. Seit einem Unfall im Mai 2011 war Crass bettlägerig; seit Herbst 2011 lebte er in einem Pflegeheim in Hochheim.

## Wirken in Bayreuth
Crass war in den Jahren 1954–1956 Mitglied im Chor der Bayreuther Festspiele. Als Solist trat er erstmals 1959 in Bayreuth auf, als König Heinrich in Lohengrin. Von 1959 bis 1973 gehörte er zum festen Ensemble der Bayreuther Festspiele. In Bayreuth sang Crass hauptsächlich die Wagner-Rollen im seriösen Bass-Fach; jedoch übernahm er, als Einspringer, dort auch die Heldenbaritonrolle des Fliegenden Holländers. Er sang in Bayreuth im Einzelnen folgende Rollen: König Heinrich (1959, 1962, 1971, 1972), Holländer (1960, 1961), Biterolf in Tannhäuser (1961, 1962), Fasolt (1963), Gurnemanz (alljährlich 1967–1973) und König Marke (1970).

## Diskografie (Auswahl)
- Mit Rafael Kubelík: Gustav Mahler – Sinfonie Nr. 8 (als Pater Profundus)
- Mit Otto Klemperer: Die Zauberflöte (als Sprecher)
- Mit Rafael Kubelík: Die Meistersinger von Nürnberg (als Veit Pogner)
- Mit Karl Böhm: Fidelio (als Rocco)
- Mit Pierre Boulez (Bayreuther Festspiele 1970): Parsifal (als Gurnemanz)
- Mit Carlos Kleiber: Der Freischütz (als Eremit)
- Mit Karl Böhm: Die Zauberflöte (als Sarastro)
- Mit Karl Richter: Weihnachtsoratorium
- Mit Wolfgang Sawallisch (Bayreuther Festspiele 1961): Der fliegende Holländer (als Holländer)
- Mit Wolfgang Sawallisch (Bayreuther Festspiele 1962): Lohengrin (als König Heinrich der Vogler)
- Mit Fritz Lehan: Der Postillon von Lonjumeau (als Bijou/Alcindor)